# Reiziger in de chaos
Reiziger in de chaos (Amerikaanse titel: The Traveler in Black) is een roman van de Britse schrijver John Brunner. Het boek valt in te delen in de categorie sciencefiction, maar ook in de categorie fantasy en zelfs sprookje(s). Het oorspronkelijke boek is opgebouwd uit een viertal losse verhalen. Centraal thema is het oplossen van andermans problemen, terwijl er door de oplossing weer andere problemen ontstaan.

## Synopsis
De hoofdpersoon is De reiziger in de chaos. Van zijn baas/bazin heeft hij opdracht gekregen om in zijn gebied orde te brengen in de chaos. Daarvoor moet hij zijn gebied door reizen. Dat gebied en zijn bewoners zijn onderhevig aan veranderingen, die het leven er niet makkelijker op maken. Gevleugelde uitspraken van de man in de zwarte cape zijn:
- Ik heb vele namen, en maar één aard
- het zij zo.

Hij vertrekt uit de stad Ryovora. In die stad heerst de rede. Geloof en bijgeloof zijn de bewoners vreemd. Ondanks dat ze de rede aanbidden, hebben ze het gevoel een “god” te missen. Om het probleem op te lossen geeft de Reiziger hen hun God. Deze blijkt de problemen alleen maar erger te maken. De stad raakt in verval. Zo komt hij bijvoorbeeld in de steden Acromel (zwarte stad) en Barbizond, alwaar hij de problemen op soortgelijke manier oplost. Onderweg van de ene naar de andere plaats lost hij ook kwesties van particulieren op. Een voorbeeld: een eigenaar van paard en beladen wagen zucht onder de nukken van het paard. Hij roept uit: Oh, was je nu maar verstandiger, dan zou het een stuk makkelijker gaan. De reiziger geeft het paard verstand, het paard bijt subiet de teugels door en trekt de vrije wereld in. De man van paard en wagen wordt verbijsterd achtergelaten.
In de stad Ys is de crisis toegeslagen. Wat eens een bloeiende stad was, viel terug. De huidige bewoners gaven daarvan hun voorouders de schuld en willen hun straffen. Daarop laat de reiziger hun voorouders vrij uit de hel waarin ze opgesloten zaten. De stad heeft echter niet voldoende plaats en eten voor de nieuwe gasten en gaat vervolgens versneld ten onder.

## Opbouw
De verhalen hebben alle vier dezelfde constructie. De een zijn/haar ondergang is de winst van de ander. Ze verschenen gedurende een tiental jaar in diverse SF-tijdschriften:
- Imprint of chaos (Stempel van de chaos) verscheen in editie 42 van Science Fantasy (1960)
- Break the door of hell (Breek de deur van de hel open) verscheen editie 2 van Impulse (1966)
- The wager lost by winning (De inzet bij winst verloren) verscheen in april 1970 in Fantastic
- Dread empire (Het rijk van de angst) in hetzelfde blad in april 1971

In 1979 schreef Brunner The things that are God, dat niet meegenomen werd in de originele uitgave. Het verscheen in Isaac Asimovs SF Adventure Magazine in herfst 1979. Bij een heruitgave van het totale boek kwam het verhaal er wel bij. Daarmee werd ook de titel gewijzigd in The compleat traveller in black. Dat boek werd niet in het Nederlands uitgegeven. Het verhaal zal niet aansluitend geplaatst kunnen worden, want Dread empire liet al een slot van de verhalencyclus zien.
Het boek werd in eerste instantie in de Verenigde Staten uitgegeven door Ace Science Fiction Specials vandaar de Amerikaanse schrijfwijze van 'Traveler'. De Compleat-versie verscheen in Engeland en kreeg daardoor Traveller mee.